# Burg Dražice

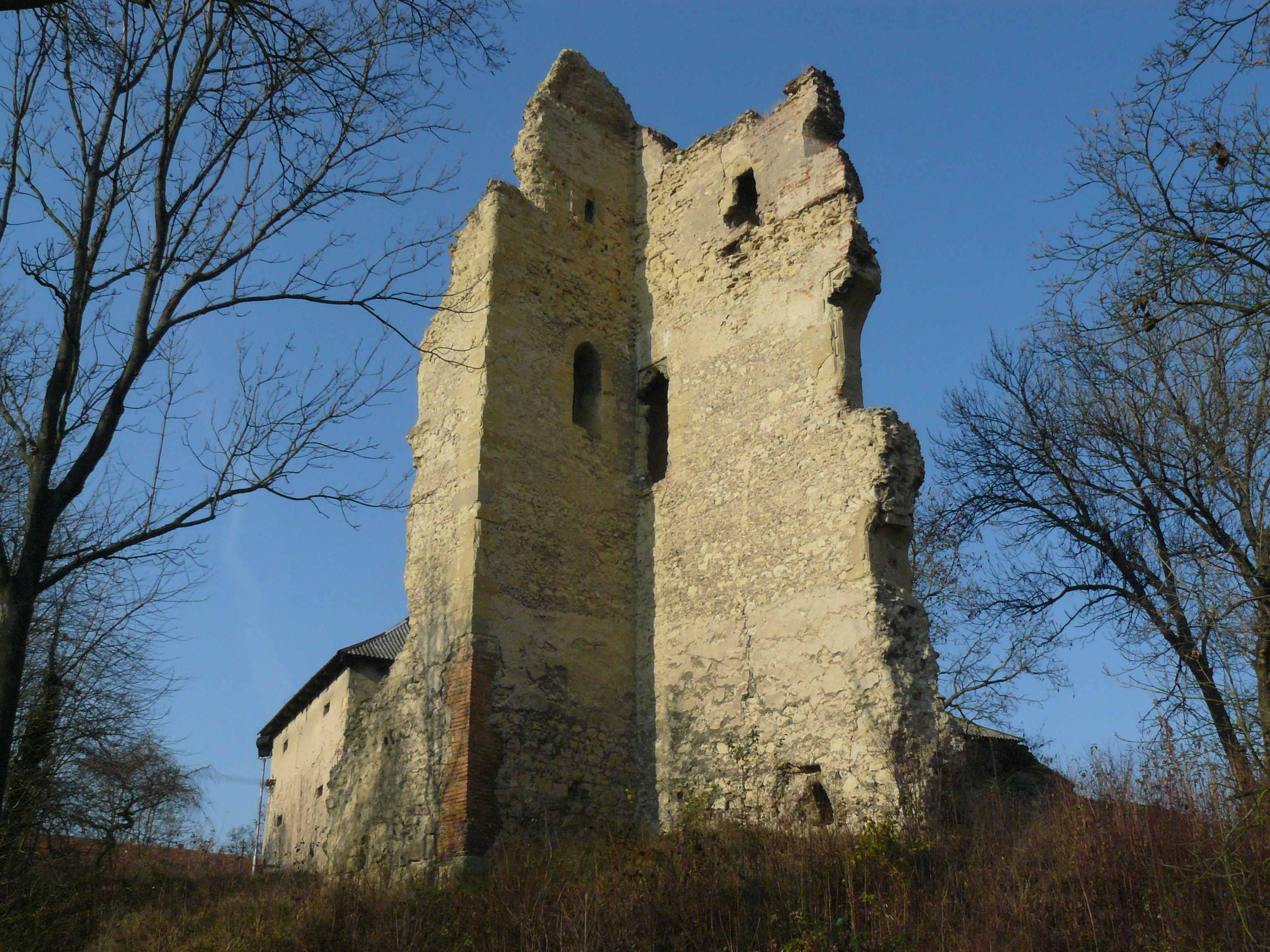
Burgruine Draschitz

Die Burg Dražice (deutsch: Burg Draschitz) liegt zwei Kilometer nordöstlich von Benatek auf einer Anhöhe über dem rechten Ufer der Jizera (Iser) im Okres Mladá Boleslav, Tschechien.

## Geschichte
Die vom Prager Burggrafen Gregor von Litowitz (Řehník z Litovic) Mitte des 13. Jahrhunderts errichtete Burg wurde 1264 erstmals als ‚castrum Drazicz‘ erwähnt. Sein Sohn, der Prager Bischof Johann IV. von Dražice, erweiterte die Burg nach seiner Rückkehr aus Avignon nach dem Vorbild französischer Burgen. Dabei setzte er französische Baumeister ein.
Burg und Herrschaft Dražice blieben bis Ende des 13. Jahrhunderts im Besitz der Herren von Dražice. Nächster Besitzer war Peter von Wartenberg, ab 1402 Aleš Škopek von Dauba. 1437–1510 war sie im Besitz der Herren von Kunwald. Nach den Zerstörungen durch die Truppen Georgs von Podiebrad 1448 wurde die Burg nicht wieder aufgebaut.
1512 erwarb Friedrich von Dohna die Herrschaft mit der Burgruine. Er verlegte 1526 den Sitz der Herrschaft nach Benatek. Die Burg ist seit dem Ende des 16. Jahrhunderts unbewohnt.